# Exploration du Pacifique
 (octobre 2023).
La mise en forme du texte ne suit pas les recommandations de Wikipédia : il faut le « wikifier ».
Les points d'amélioration suivants sont les cas les plus fréquents. Le détail des points à revoir est peut-être précisé sur la page de discussion.
- Les titres sont pré-formatés par le logiciel. Ils ne sont ni en capitales, ni en gras.
- Le texte ne doit pas être écrit en capitales (les noms de famille non plus), ni en gras, ni en italique, ni en « petit »…
- Le gras n'est utilisé que pour surligner le titre de l'article dans l'introduction, une seule fois.
- L'italique est rarement utilisé : mots en langue étrangère, titres d'œuvres, noms de bateaux, etc.
- Les citations ne sont pas en italique mais en corps de texte normal. Elles sont entourées par des guillemets français : « et ».
- Les listes à puces sont à éviter, des paragraphes rédigés étant largement préférés. Les tableaux sont à réserver à la présentation de données structurées (résultats, etc.).
- Les appels de note de bas de page (petits chiffres en exposant, introduits par l'outil «  Source ») sont à placer entre la fin de phrase et le point final[comme ça].
- Les liens internes (vers d'autres articles de Wikipédia) sont à choisir avec parcimonie. Créez des liens vers des articles approfondissant le sujet. Les termes génériques sans rapport avec le sujet sont à éviter, ainsi que les répétitions de liens vers un même terme.
- Les liens externes sont à placer uniquement dans une section « Liens externes », à la fin de l'article. Ces liens sont à choisir avec parcimonie suivant les règles définies. Si un lien sert de source à l'article, son insertion dans le texte est à faire par les notes de bas de page.
- La présentation des références doit suivre les conventions bibliographiques. Il est recommandé d'utiliser les modèles {{Ouvrage}}, {{Chapitre}}, {{Article}}, {{Lien web}} et/ou {{Bibliographie}}. Le mode d'édition visuel peut mettre en forme automatiquement les références.
- Insérer une infobox (cadre d'informations à droite) n'est pas obligatoire pour parachever la mise en page.

Pour une aide détaillée, merci de consulter Aide:Wikification.
Si vous pensez que ces points ont été résolus, vous pouvez retirer ce bandeau et améliorer la mise en forme d'un autre article.
 (octobre 2023).
Le contenu est difficilement compréhensible vu les erreurs de traduction, qui sont peut-être dues à l'utilisation d'un logiciel de traduction automatique.

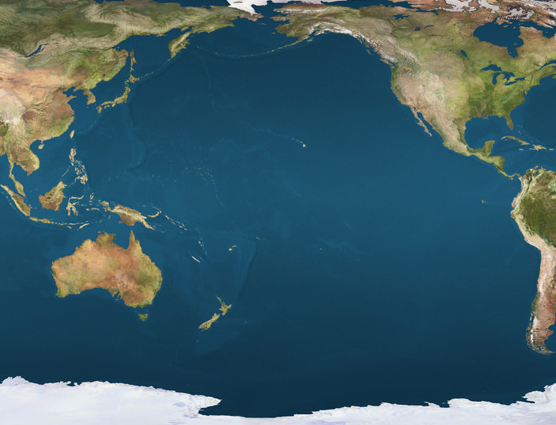
Image satellite de l'Océan Pacifique.

Les premières traces laissées par des humains dans le Pacifique sont antérieures à 3000 avant Jésus-Christ. Vers l'an 1200 après Jésus-Christ les hommes avaient atteint presque toutes les îles du Pacifique. Au Moyen Âge, les commerçants musulmans reliaient le Moyen-Orient et l'Afrique de l'Est aux côtes de l'Asie-Pacifique, atteignant le sud de la Chine et une grande partie de l'archipel malais. Les flux maritimes reliaient aussi le Pacifique Occidental à l'Asie du Sud et de l'Est. Le contact direct des Européens avec le Pacifique s'établit en 1512, lorsque les Portugais rencontrèrent ses frontières occidentales, bientôt suivis par les Espagnols arrivant de la côte américaine.
En 1513, l'explorateur espagnol Vasco Núñez de Balboa traversa l'isthme de Panama et rencontra l'océan Pacifique, qu'il appela la mer du Sud. En 1521, une expédition espagnole dirigée par le navigateur portugais Ferdinand Magellan fit la première traversée reconnue de l'océan Pacifique, Magellan le nommant alors la « mer paisible ». À partir de 1565 avec le voyage d'Andres de Urdaneta, les Espagnols contrôlèrent le commerce transpacifique pendant 250 ans ; les galions de Manille traversaient l'océan du Mexique jusqu'aux Philippines, et vice versa, jusqu'en 1815. Des expéditions supplémentaires en provenance du Mexique et du Pérou ont rencontré divers archipels du Pacifique Nord et Sud. Aux XVIIe et XVIIIe siècles, d'autres puissances européennes envoyèrent des expéditions dans le Pacifique, notamment la République néerlandaise, l'Angleterre, la France et la Russie.

## Histoire

### Exploration pré-européenne

Expansion polynésienne

Les humains ont atteint l'Australie vers au moins 55 000 av. J.-C., ce qui indique une part de navigation, et l'Amérique avant 10 000 av. J.-C. Une théorie prétend que les Amérindiens voyageaient le long de la côte en canoë.

#### Austronésiens
Vers 3000 av. J.-C., les locuteurs des langues austronésiennes, probablement originaires de l'île de Formose (aujourd'hui Taiwan), maîtrisaient l'art des voyages en canoë sur de longues distances. Ils se sont répandus, ou ont répandu leurs langues, au sud des Philippines et de la Malaisie et à l'est des îles de Micronésie et de la Mélanésie. Les Polynésiens ont ensuite  bifurqué et ont occupé le Triangle polynésien à l'est. Les dates et les itinéraires demeurent incertains, mais ils semblent être partis de l'archipel de Bismarck et se seraient dirigés vers l'est, au-delà des Fidji, jusqu'aux Samoa et aux Tonga vers 1 500 av. J.-C. En 100 apr. J.-C., ils se trouvaient aux îles Marquises et entre 300 et 800 apr. J.-C. à Tahiti (Tahiti est à l'ouest des Marquises). Ils seraient également arrivés à l'île de Pâques entre 300 et 800 apr. J.-C., leur point le plus à l'est, et à Hawaï qui est loin au nord et éloignée des autres îles sur la même plage temporelle. Loin au sud-ouest, la Nouvelle-Zélande a été atteinte vers 1250 apr. J.-C. Les îles Chatham, à environ 500 milles à l'est de la Nouvelle-Zélande, ont été atteintes vers 1 500. Le fait que certains Polynésiens possédaient la patate douce sud-américaine indiquerait qu'ils ont pu atteindre les Amériques ou, à l'inverse, que des peuples originaires des Amériques ont pu atteindre la Polynésie. L'expédition Kon-Tiki de Thor Heyerdahl a démontré avec succès que le voyage des Amériques jusqu'en Polynésie en utilisant uniquement les matériaux et la technologie disponibles à l'époque était au moins possible, même s'il reste hautement improbable,.

#### Asiatiques
Du côté asiatique, le commerce à longue distance se développe tout le long de la côte, du Mozambique au Japon. Le commerce, et donc le savoir, s'est étendu à l'Indonésie mais apparemment pas à l'Australie. Au plus tard en 878, lorsqu'il y avait une colonie islamique importante à Canton, une grande partie de ce commerce était contrôlée par des Arabes ou des musulmans. En 219 av. J.-C., Xu Fu s'embarqua dans le Pacifique à la recherche de l'élixir d'immortalité. Zheng He (1371-1433) fut le plus grand explorateur, marin et navigateur de Chine.
Les bateaux de pêche japonais, s'ils étaient emportés par le vent, pouvaient atteindre l'Amérique du Nord. Les bateaux japonais atteignirent Acapulco en 1617, les Aléoutiennes en 1782, l'Alaska en 1805, l'embouchure du fleuve Columbia en 1820 et le cap Flattery en 1833. De tels voyages peuvent avoir eu lieu avant que les Européens ne soient présents dans ces régions pour en faire des enregistrements détaillés.

### Exploration européenne

#### Premiers contacts

Explorations et routes espagnoles à travers l'océan Pacifique.

Les Européens savaient qu'il y avait un vaste océan à l'ouest, et les Chinois savaient qu'il y en avait un à l'est. Les Européens érudits pensaient que le monde était rond et que les deux océans n'en formaient qu'un. En 1492, Christophe Colomb a navigué vers l'ouest, vers ce qu'il pensait être l'Asie. Lorsque Pedro Álvares Cabral, en route vers l'Asie via l'Atlantique sud et l'océan Indien, atteint le Brésil en 1500, la véritable étendue des Amériques commence à être connue. La carte de Martin Waldseemüller de 1507 est la première à montrer que les Amériques séparent deux océans distincts. L'expédition de Vasco Núñez de Balboa confirmera l'hypothèse en 1513.
Les premiers contacts des navigateurs européens avec la limite occidentale de l'Océan Pacifique a été établi par les expéditions portugaises d'António de Abreu et Francisco Serrão, via les petites îles de la Sonde, jusqu'aux îles Moluques, en 1512,, et l'expédition de Jorge Álvares dans le sud de la Chine en 1513, toutes deux commandées par Afonso de Albuquerque de Malacca. Cependant, la première dénomination de l'Océan se déroule lors de l'expédition de Vasco Núñez de Balboa, le 25 septembre 1513, lorsqu'il aperçoit ce qu'il nomme la « Mar del Sur » (l'autre mer), désignant l'espace océanique qui sépare le Nouveau Monde et les territoires orientaux des Moluques.
L'expédition Magellan de 1519-22 a prouvé qu'il n'y avait qu'un seul océan continu entre les Amériques et l'Asie. La carte de Diogo Ribeiro de 1529 est la première à montrer le Pacifique à sa taille réelle.

#### La route de Magellan
En 1519, Ferdinand Magellan descend la côte est de l'Amérique du Sud, trouve et passe le détroit qui porte son nom. Il aperçoit la Terre de Feu qu'il prend pour l'extrême nord d'un continent inconnu appelé Magellanie qui occuperait tout le pole sud et au delà jusqu'aux confins de l'Afrique et incluant l'Australie encore inconnue. Le 28 novembre 1520, il entre dans l'Océan Pacifique. Il navigue vers le nord et, porté par les alizés à travers le Pacifique, il atteint les Philippines où il est tué le 27 avril 1521 sur l'île de Mactan. Deux des navires de l'expédition repartent vers l'ouest pour rejoindre l'Océan Indien. João Lopes de Carvalho est élu capitaine-général jusqu’à sa destitution le 16 septembre, remplacé à ce poste par Gonçalo Gómez de Espinosa. C'est à cette date que Juan Sebastian Elcano, ancien second de Magellan, devient capitaine de la Victoria qu'il mène jusqu'à Séville, où il arrive le 8 septembre 1522.

En 1522, Pascual de Andagoya parcourt la côte jusqu'en Équateur. En 1532, Francisco Pizarro conquit le Pérou. Un commerce régulier s'est développé qui transportait l'argent péruvien le long de la côte jusqu'au Panama, où il était transporté par voie terrestre vers les Caraïbes et une partie vers l'Espagne. La colonie espagnole s'étendait au sud jusqu'au centre du Chili. En 1557-1558, Juan Fernández Ladrillero découvrit les îles Juan Fernández et explora la côte chilienne jusqu'au détroit de Magellan.

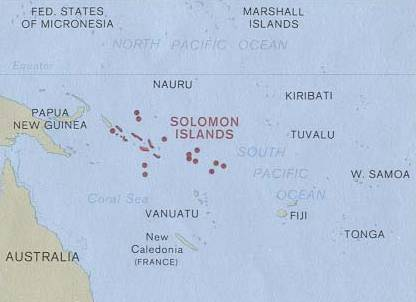
Îles occidentales atteintes d'Amérique du Sud

Six ans après Magellan, en 1526, l'un des navires de l'expédition Loaísa traversa le détroit de Magellan et suivit la côte vers le nord jusqu'au Mexique. En 1578, Francis Drake a traversé le détroit et a navigué vers le nord en attaquant les navires espagnols lors de son tour du monde réussi. Le 5 juin 1579, le navire a brièvement touché terre pour la première fois à South Cove, au cap Arago, juste au sud de Coos Bay, dans l'Oregon, puis a navigué vers le sud tout en cherchant un port approprié pour réparer son navire en difficulté,,,,. Le 17 juin, Drake et son équipage ont découvert une crique protégée lorsqu'ils ont débarqué sur la côte Pacifique de l'actuelle Californie du Nord,. À terre, il revendique la région pour la reine Elizabeth I sous le nom de Nova Albion ou New Albion. En 1580, Pedro Sarmiento de Gamboa, qui chassait Drake, fut le premier à naviguer du détroit vers l'Europe. En 1587, Thomas Cavendish suivit Drake, captura un galion de Manille et revint via le Pacifique et l'océan Indien. En 1599, les premiers navires hollandais traversèrent le détroit de Magellan (Will Adams, le premier Anglais à atteindre le Japon, était à bord). Olivier van Noort suivit et devint le premier circumnavigateur néerlandais.
En 1525, Francisco de Hoces, alors qu'il tentait d'entrer dans le détroit dans le cadre de l'expédition Loaisa, fut poussé vers le sud par une tempête et vit ce qu'il pensait être la fin de la terre. En 1578, Drake fut soufflé vers le sud, du côté ouest, et aperçut ce qu'il pensait être des eaux inexplorées. En 1616, Willem Schouten chercha un passage plus au sud et contourna le cap Horn. En 1619, l'expédition Garcia de Nodal suivit les Hollandais et prouva que la Terre de Feu était une île en la contournant. Le détroit de Magellan étant étroit et difficile à parcourir, le Cap Horn est devenu la route standard jusqu'à l'ouverture du canal de Panama. Ce n'est qu'en 1820 que les premiers bateaux atteignirent l'Antarctique ce qui témoigne de la difficulté de ces mers.
Plusieurs expéditions espagnoles ont été envoyées depuis l'Amérique du Sud à travers l'océan Pacifique au XVIe et au début du XVIIe siècle. Ils ont tous utilisé les alizés du sud. En 1567/68, Álvaro de Mendaña de Neira a navigué du Pérou vers les îles Salomon. En 1595, il réessaye et atteint les îles Santa Cruz (est des Salomon vers Fidji). Il y mourut et les survivants atteignirent les Philippines. En 1606, Pedro Fernandes de Queirós atteint Vanuatu au sud des Salomon. Il a continué à explorer et est finalement retourné au Mexique. L'un de ses navires séparés sous Luis Vaz de Torres a navigué vers l'ouest et a découvert le détroit qui porte son nom en apercevant la pointe nord de l'Australie. D'autres expéditions espagnoles ont découvert Tuvalu, les Marquises, les îles Cook, les îles de l'Amirauté et Pitcairn.

##### Le long des côtes
Lorsque les Espagnols conquirent le Mexique en 1521, ils gagnèrent une partie de la côte Pacifique. En 1533, Fortún Ximénez atteint la Basse-Californie et en 1539 Francisco de Ulloa démontra qu'il s'agissait d'une péninsule, mais le mythe d'une île de Californie perdura pendant de nombreuses années. En 1542, Juan Rodriguez Cabrillo atteignit un point au nord de San Francisco. En 1578, Drake débarqua quelque part sur la côte. En 1587, Pedro de Unamuno, originaire des Philippines, s'arrêta à Morro Bay, en Californie. En 1592, Juan de Fuca aurait atteint Puget Sound.

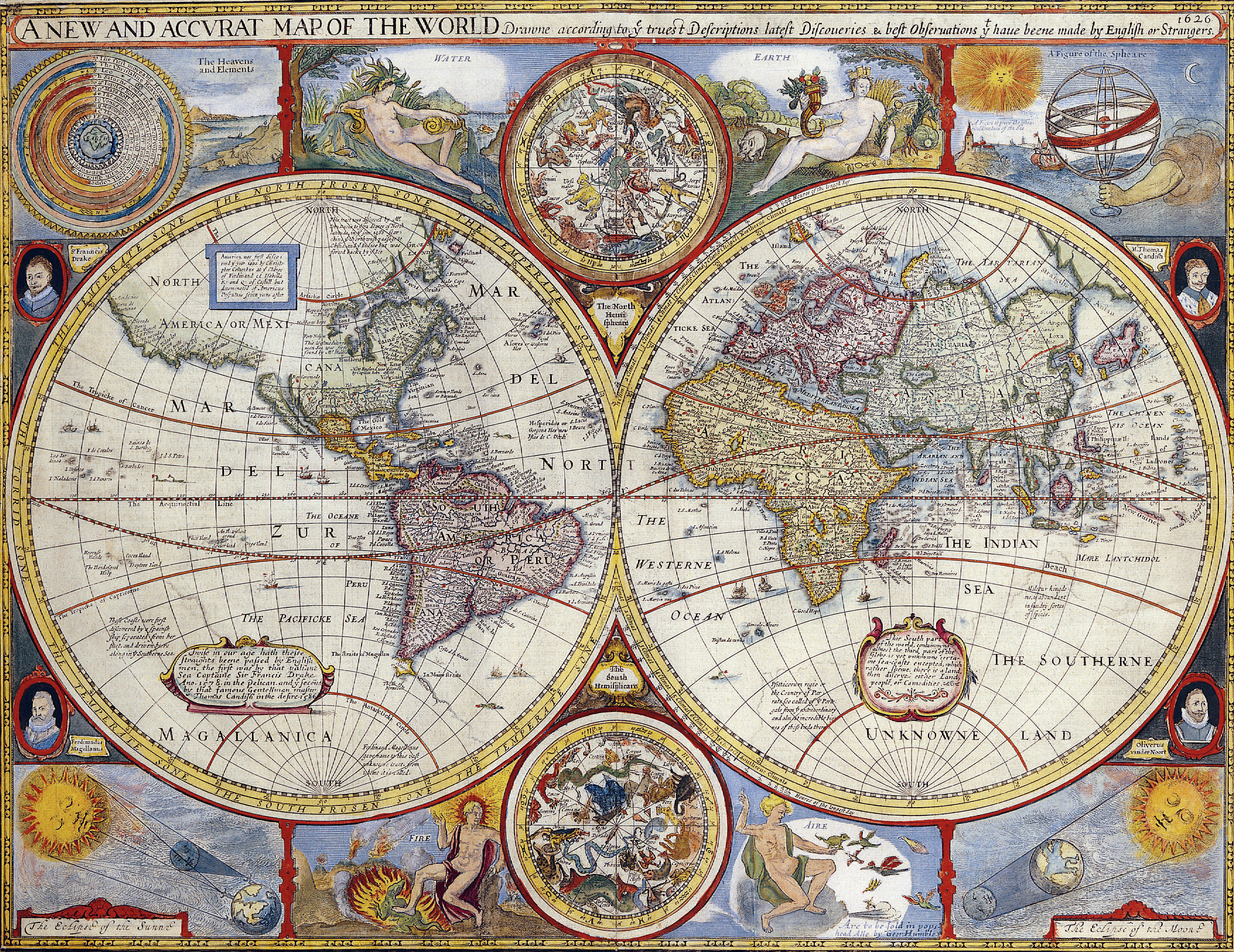
"Une carte nouvelle et précise du monde" de 1627, peut-être par John Speed. L'ouest de l'Amérique du Nord, au nord du Mexique, une supposition ; Un détroit d'Anian au détroit de Béring ; Le Japon et d'autres îles du Pacifique sont déformés ; Uniquement la côte nord de la Nouvelle-Guinée ; Pas d'Australie ; Immense « Terre inconnue du sud » au sud.

En 1595, Sebastian Rodriguez Cermeño (Sebastião Rodrigues Soromenho), commandant du galion de Manille San Agustín, tenta une exploration de la côte californienne. Il a atteint le continent entre Point St. George et Trinidad Head en Californie, mais le galion a ensuite fait naufrage dans une tempête au large de Drake's Bay et les survivants ont dû naviguer jusqu'au Mexique dans une petite chaloupe. Le plus petit navire, cependant, a permis à Cermeño de se rapprocher de la côte et de faire des observations utiles des caractéristiques côtières. En 1602, Sebastián Vizcaíno réexplora la côte californienne, l'un de ses navires atteignant l'Oregon. Il s’agissait de la dernière exploration vers le nord au cours des 150 années suivantes.
L'expédition Portolà de 1769 commença l'exploration terrestre de l'Alta California, en suivant la côte jusqu'au nord jusqu'à la baie de San Francisco et en utilisant les rapports de Cermeño et Vizcaíno comme guide.
Après avoir conquis le Mexique, les Espagnols occupèrent les deux tiers sud du Mexique, toute l'Amérique centrale et la côte sud-américaine jusqu'au Chili. Au nord, la terre était trop sèche pour accueillir une population dense qui pouvait être gouvernée et taxée. La seule exception était les peuples Pueblo, loin au nord du Nouveau-Mexique. Des gens comme Francisco Vásquez de Coronado ont pénétré loin à l'intérieur et n'ont rien trouvé que les Espagnols apprécient. Le pays Chichimeca du nord du Mexique fut lentement absorbé et la Basse-Californie commença à s'installer en 1687. Les galions de Manille qui revenaient suivirent les vents d'ouest jusqu'à la côte de Californie, mais se tournèrent immédiatement vers le sud, ne faisant que quelques tentatives pour explorer la côte. Pour en savoir plus, voir Histoire de la côte ouest de l'Amérique du Nord et Premières connaissances du nord-ouest du Pacifique.

#### XVIIIesiècle
En 1722, le Néerlandais Jacob Roggeveen navigua du Cap Horn à Batavia et découvrit l'Île de Pâques et les Samoa.

## Contraintes et points d'entrée
L'Océan Pacifique présente plusieurs contraintes majeures pour son exploration au XVIe siècle qui seront à l'origine de plusieurs échecs importants lors de son exploration. Le premier élément est la superficie de l'Océan qui est bien plus élevée que les autres Océan explorés par les Européens jusqu'alors. Cette taille est très mal appréhendée et ce même après la traversée effectuée par Magellan. En effet, la perception des distances est mauvaise, si bien que les explorateurs confondent régulièrement leurs découvertes et leur position sur le globe. Par exemple, en atteignant les Îles Marquises, Álvaro de Mendaña pense en réalité atteindre les Îles Salomon situées à près de 5000 km plus loin.

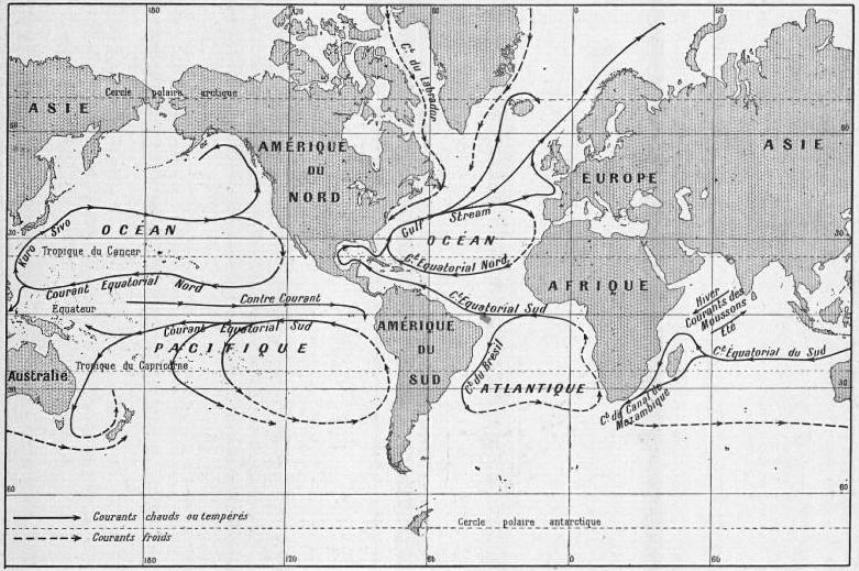
Carte générale des principaux courants marins tels qu'ils étaient connus en 1910.

La seconde contrainte relève des courants marins et des vents océaniques qui limitent les trajectoires possibles. En effet, les courants favorisent la navigation d'est en ouest, ce qui réduit l'exploration depuis l'Indonésie à des trajets inclinés fortement vers le Nord ou vers le Sud. À l'inverse, les trajets depuis l'Amérique du Sud finissent toujours par rejoindre les mêmes parallèles dont les courants sont particulièrement favorables. Ces courants sont la raison pour laquelle de nombreuses îles restent esquivées durant les premiers siècles d'exploration.
La dernière contrainte importante des premiers siècles d'exploration sont les points de départ situés aux antipodes du Pacifique. En l'absence des actuels canaux de Panama et de Suez, les trajectoires partant depuis l'Europe doivent obligatoirement se frayer un chemin à travers le Cap Horn ou le Cap de Bonne-Espérance, tous deux particulièrement dangereux.
Ces différentes contraintes font que la quasi totalité des trajets effectués durant le XVIe et XVIIe siècles se rejoignent avec de faibles variations, concentrant la navigation sur un axe Nord-Est reliant le Cap Horn à l'Indonésie. En conséquence, de très petits atoll sont découverts tandis que de très grandes îles comme Hawaï restent inconnues jusqu'au XVIIIe siècle.
Pour finir, les différents points d'entrée des explorations sont depuis l'Indonésie, depuis l'Amérique du Sud au Cap Horn et au Pérou, depuis l'Amérique du Nord au Mexique.

## Activités commerciales

### Nouvelles voies commerciales

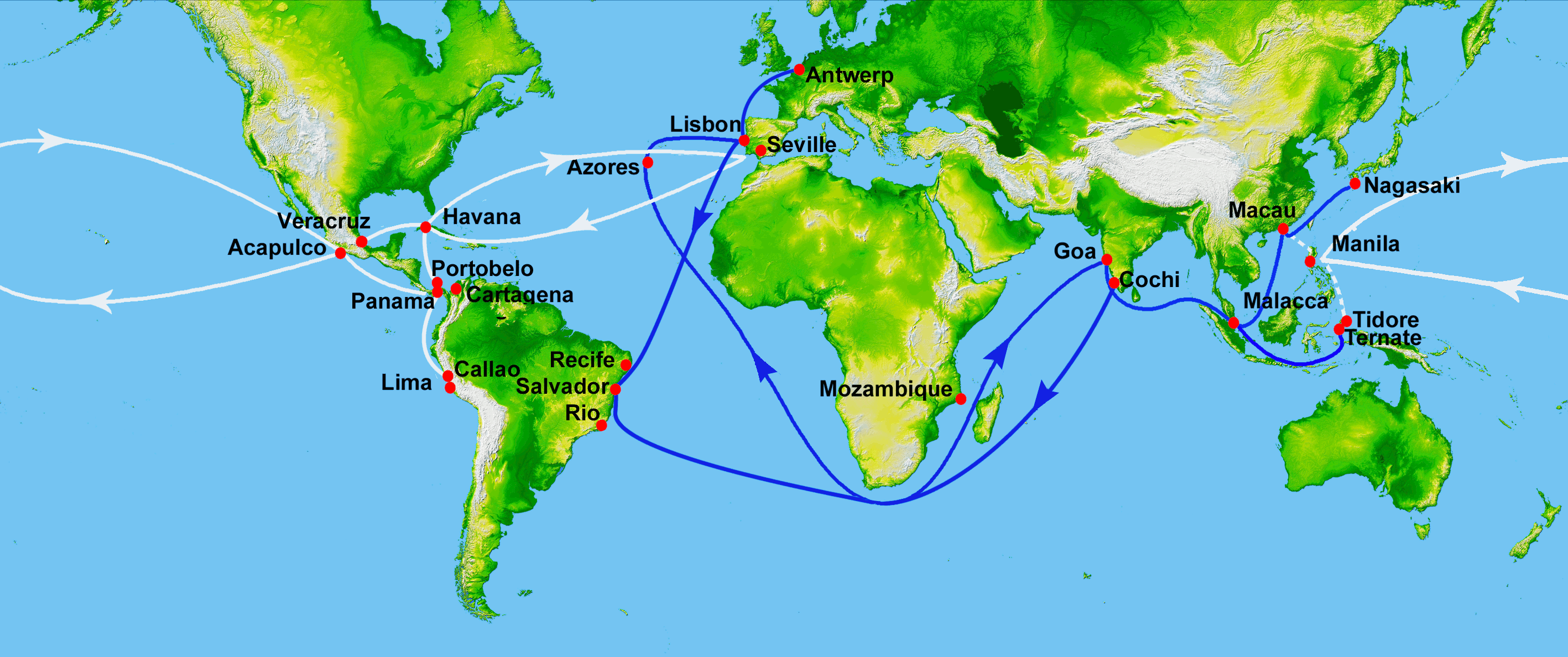
Routes commerciales portugaises (bleu) et routes commerciales espagnoles (blanc) au XVIe siècle.

En 1525, Diogo da Rocha et Gomes de Sequeira atteignirent les îles Carolines, et Jorge de Menezes débarqua en 1526-1527 sur les îles Don Jorge de Menezes, sur la côte nord-ouest de la Nouvelle-Guinée (qui fait maintenant partie de l'Indonésie ), et nomma la région Ilhas dos Papuas.  Il est ainsi crédité de la découverte européenne de la Papouasie. En 1542, Fernão Mendes Pinto atteint le Japon. De 1543 environ jusqu'en 1614, les Portugais monopolisent le commerce entre la Chine et le Japon, à travers le commerce nanban. En 1589, João da Gama atteint Hokkaido et aperçut peut-être les îles Kouriles, traversant le Pacifique plus au nord des routes habituellement empruntées jusqu'alors. La terre qu’il a finalement découverte au nord-est du Japon est depuis devenue un sujet de légende et de controverse.
De 1565 à 1815, une route transpacifique espagnole connue sous le nom de galions de Manille traversait le Pacifique du Mexique aux Philippines. Du côté asiatique, les Portugais puis les Hollandais établirent un commerce régulier entre les Indes orientales et le Japon. Venant des Amériques, la puissance espagnole s’étendait sur des milliers de kilomètres, du Mexique au Chili. Le vaste Pacifique central n'était visité que par les galions de Manille et par un explorateur occasionnel. Le Pacifique Sud a été traversé pour la première fois par des expéditions espagnoles au XVIe siècle qui ont découvert de nombreuses îles, dont Tuvalu, les Marquises, les îles Cook, les îles Salomon et les îles de l'Amirauté, et plus tard les archipels de Pitcairn et de Vanuatu.
Cent ans après les Espagnols et les Portugais, la République néerlandaise a commencé sa remarquable expansion. Les Néerlandais atteignirent les Indes orientales en 1596, les îles aux épices en 1602 et fondèrent Batavia en 1619. En 1600, une flotte hollandaise atteint le Japon depuis le détroit de Magellan. Les Néerlandais eurent peu de succès en Chine mais s'établirent à Hirado, Nagasaki en 1609 et monopolisèrent le commerce avec le Japon à partir de 1639. En 1639 , Matthijs Quast et Abel Tasman fouillèrent l'océan vide à l'est du Japon à la recherche de deux îles appelées « Rica de Oro » et « Rica de Plata ». En 1643, Maarten Gerritsz Vries atteignit et cartographia Sakhaline et les îles Kouriles. En 1653, Hendrick Hamel fit naufrage en Corée. À peu près à cette époque, les Russes atteignirent le Pacifique par voie terrestre via la Sibérie (voir ci-dessous). Il est significatif que les échanges commerciaux russes et hollandais n'aient jamais été liés puisque les fourrures sibériennes auraient facilement pu être exportées vers la Chine avec de grands profits.

### Webographie
- “Osher Map Library: Percy Map: Thomas Jefferys.” Web.archive.org, 7 Sept. 2006, web.archive.org/web/20060907040814/www.usm.maine.edu/~maps/percy/jefferys.html.
- Jefferys, Thomas, and University of Pittsburgh Library System. The Conduct of the French, with Regard to Nova Scotia : From Its First Settlement to the Present Time ; in Which Are Exposed the Falsehood and Absurdity of Their Arguments Made Use of to Elude the Force of the Treaty of Utrecht, and Support Their Unjust Proceedings ; in a Letter to a Member of Parliament. Internet Archive, London : T. Jefferys, 1754, archive.org/details/conductoffrenchw01jeff/page/n5/mode/2up.